# Адамстаун (станция)
Адамстаун — недавно открытая станции в одноимённом городе. Она расположена на линии Дублин-Килдэр между станциями Клондалкин и Хезелхатч энд Селбридж, к югу от закрытой в 1947 году станции Лукан-Юг(англ. Lucan South). Станция открыта 10 апреля 2007 года, на ней останавливаются поезда юго-западного пригородного сообщения Дублина.
На станции три платформы. Это первая станция пригородного сообщения на линии, у которой более двух платформ, хотя это изменится после завершения проекта Маршрут Килдэр, когда линия станет четырёхпутной.
Адамстаун стал первой за последнее время станцией, которая была построена на средства частных вкладчиков, а не из государственных фондов. Другой построенной таким же образом станцией стала Феникс Парк в Дублине на линии западного пригородного сообщения.